# Новые Варзарешты
Новые Варзарешты, Вэрзэре́штий Ной (рум. Vărzăreștii Noi) — село в Каларашском районе Молдавии. Относится к сёлам, не образующим коммуну.

## История
Первое документальное упоминание относится к 1533 году. С момента образования и на протяжении нескольких веков называлось просто Варзарешты, как и село Варзарешты в нынешнем Ниспоренском районе.
Через некоторое время после присоединения Бессарабии к Российской Империи, была проведена Бессарабская перепись населения 1817 года. По данным переписи:
- Село Варзарешты относится к округу реки Бык Оргеевского цинута. Часть вотчины принадлежит каминарю Замфиракию Ралли, а часть — резешская.
- Состояние села разряда В (посредственное).
- Статистика духовного сословия: 3 священника, 1 диакон, 1 дьячок, 2 пономаря.
- Статистика высшего сословия: 10 мазылов (фамилии Шликарь, Рошка, Агакий), 2 рупташа (фамилии Симион и Парфений).
- Статистика низшего сословия: хозяйства царан — 83, хозяйства вдов царан — 4, хозяйства бурлаков (холостяков)— 9.

Всего: 111 мужских хозяйств и 4 вдовьих хозяйства.

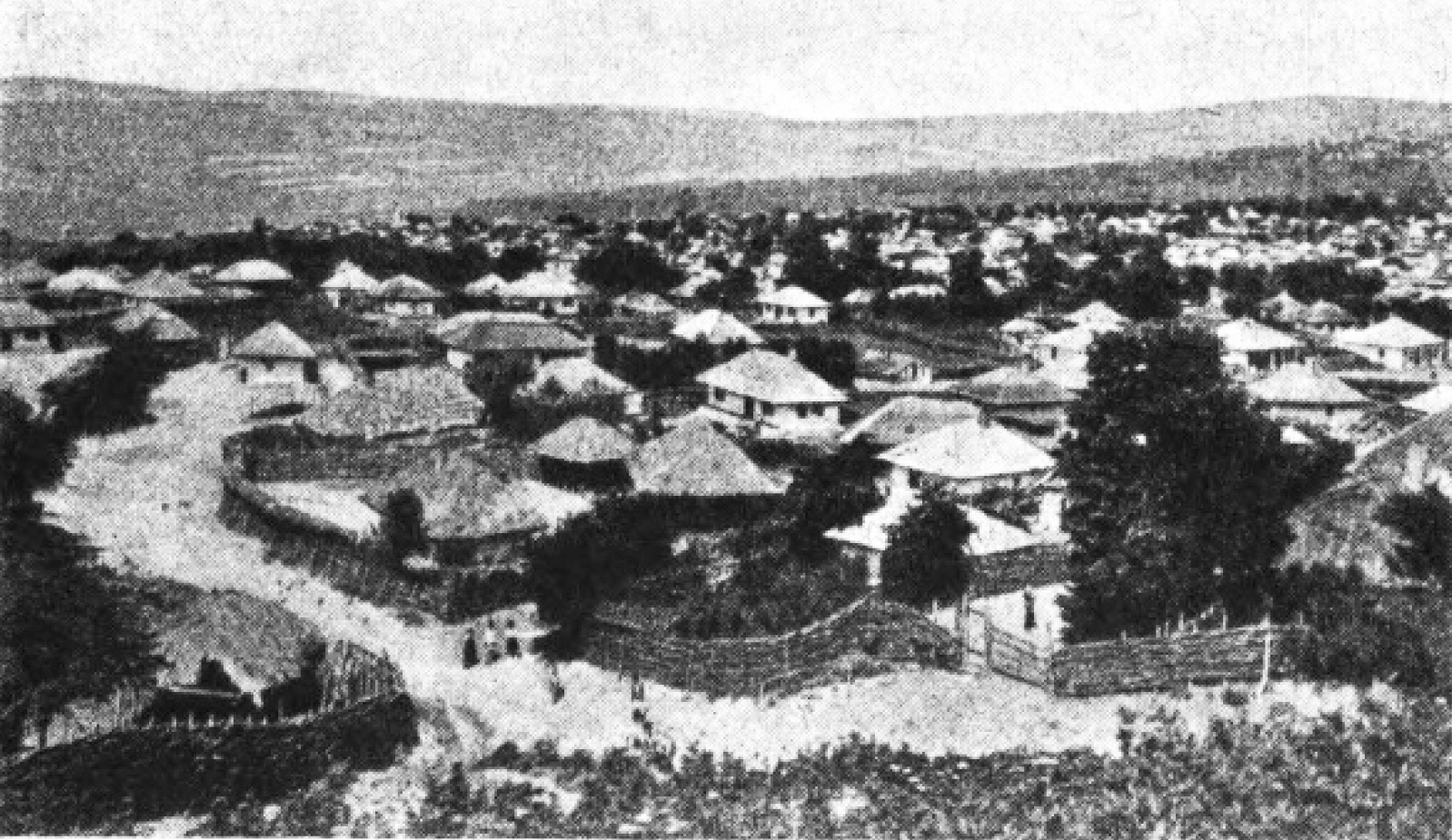
Село Варзарешты Оргеевского уезда. Из книги Л. С. Берга «Бессарабия. Страна-Люди-Хозяйство» — Петроград, 1918 г.

В селе имелась Церковь Архистратигов (Архангела Михаила), впервые упоминаемая в формулярах в 1776 году. «Церковь деревянная, ризами достаточна, сосуды оловянные, подобающие иконы и книги есть все».
На протяжении XIX века входило в состав Тузорской волости Оргеевского уезда Бессарабской области, с 1873 года — Бессарабской губернии.
Согласно «Спискам населённых мест Бессарабской области» за 1859 год, Новые Варзарешты (в то время просто Варзарешты) — резешское село, расположенное по правую сторону упразднённой почтовой дороги Кишинёв — Скуляны. Население составляло 913 человек (472 мужчины, 441 женщина), общее количество дворов — 114 (в среднем на двор приходилось 8 человек). Имелась одна православная церковь.
В соответствии со справочником «Волости и важнейшие селения Европейской России» (выпуск 8) на 1886 год, современные Вэрзэрештий Ной — резешское село в Тузорской волости Оргеевского уезда с числом жителей — 937, количеством дворов — 184 (в среднем на двор 5 человек). Помимо одной православной церкви имелось 2 лавки.
По состоянию на 1904 год, в селе имелось 263 двора с населением 1896 душ, храм в честь святого Михаила, русская начальная школа, множество виноградников и садов, пасека, 6 мельниц, 473 головы крупного рогатого скота.
После объединения Бессарабии с Румынией в 1918 году Новые Варзарешты входили в состав пласа Калараш жудеца Лэпушна. По данным переписи населения Румынии от 29 декабря 1930 года в сели проживали 1536 человек.
Этнический состав села на 1930 год:
| Национальность | Число жителей | Процентный состав |
| -------------- | ------------- | ----------------- |
| молдаване      | 1521          | 99.02             |
| евреи          | 9             | 0.59              |
| русские        | 6             | 0.39              |
| Всего          | 1536          | 100 %             |

## География
Село располагается в живописной Варзарештской долине (рум. Vărzăreştilor) неподалёку от реки Бык на высоте примерно 137 метров над уровнем моря. Расстояние до районного центра Кэлэрашь — 12 км, до Кишинёва — 51 км.

## Население
По данным переписи населения 2004 года, в селе Вэрзэрештий Ной проживает 1309 человек (650 мужчин, 659 женщин) в 479 дворах (2,8 человека на двор). Зарегистрировано 471 индивидуальное хозяйство, средний состав одного хозяйства — 2.8 человека.
Этнический состав села:
| Национальность | Число жителей | Процентный состав |
| -------------- | ------------- | ----------------- |
| молдаване      | 1275          | 97.4              |
| румыны         | 25            | 1.91              |
| русские        | 4             | 0.31              |
| украинцы       | 3             | 0.23              |
| гагаузы        | 1             | 0.08              |
| прочие         | 1             | 0.08              |
| Всего          | 1309          | 100 %             |

## Распространённые фамилии
По данным на 2004 год самыми распространёнными фамилиями в селе Новые Варзарешты являлись:
| №  | Фамилия                | Количество семей | Процентный состав |
| -- | ---------------------- | ---------------- | ----------------- |
| 1  | Раду (рум. Radu)       | 30               | 9.87              |
| 2  | Додон (рум. Dodon)     | 29               | 9.54              |
| 3  | Лунгу (рум. Lungu)     | 23               | 7.57              |
| 4  | Иким (рум. Ichim)      | 21               | 6.91              |
| 5  | Оанца (рум. Oanta)     | 14               | 4.6               |
| 6  | Симион (рум. Simion)   | 14               | 4.6               |
| 7  | Лозован (рум. Lozovan) | 13               | 4.28              |
| 8  | Петря (рум. Petrea)    | 13               | 4.28              |
| 9  | Гушан (рум. Guşan)     | 12               | 3.95              |
| 10 | Бачу (рум. Batcu)      | 9                | 2.96              |

## Достопримечательности
- В селе Вэрзэрештий Ной, на территории старой церкви, растёт старый ясень возрастом более 350 лет, который имеет диаметр 1,7 метра и высоту более 30 метров.
- В селе имеется функционирующий Дом культуры, работники которого организуют различные культурные мероприятия, праздники для местных жителей, обучают детей.[15]
- Многие семьи были депортированы в ходе Июньской депортации после присоединения Бессарабии к СССР в 1941 году. В память об этом в селе установлен монумент жертвам коммунистических репрессий[16].

## Известные уроженцы
- Иким, Василий Захарович (Митрополит Владимир; род. 1940) — епископ Русской православной церкви, с 27 июля 2011 года митрополит Омский и Таврический.
- Бургилэ, Ленуца (рум. Lenuța Burghilă, род. 1967) — молдавская певица, инициатор проекта «Караван культуры» (рум. Caravela Culturii), занимающегося поиском талантов в сёлах Молдовы.